# Grębów
Grębów è un comune rurale polacco del distretto di Tarnobrzeg, nel voivodato della Precarpazia.
Ricopre una superficie di 186,28 km² e nel 2005 contava 9 818 abitanti.